# Parque térmico
Um parque térmico é um conjunto de geradores termelétricos (movimentadas pelo vapor produzido através da queima de combustível) para a geração de energia. Na verdade, dois terços das usinas geradoras existentes no mundo no início da década de 1970 eram acionadas a vapor.
Os combustíveis mais comumente empregados em usinas termelétricas são o carvão e o petróleo. Queimados, aquecem a água contida em grandes caldeiras, produzindo vapor com temperatura elevada e alta pressão.